# St. Markus (Dengling)

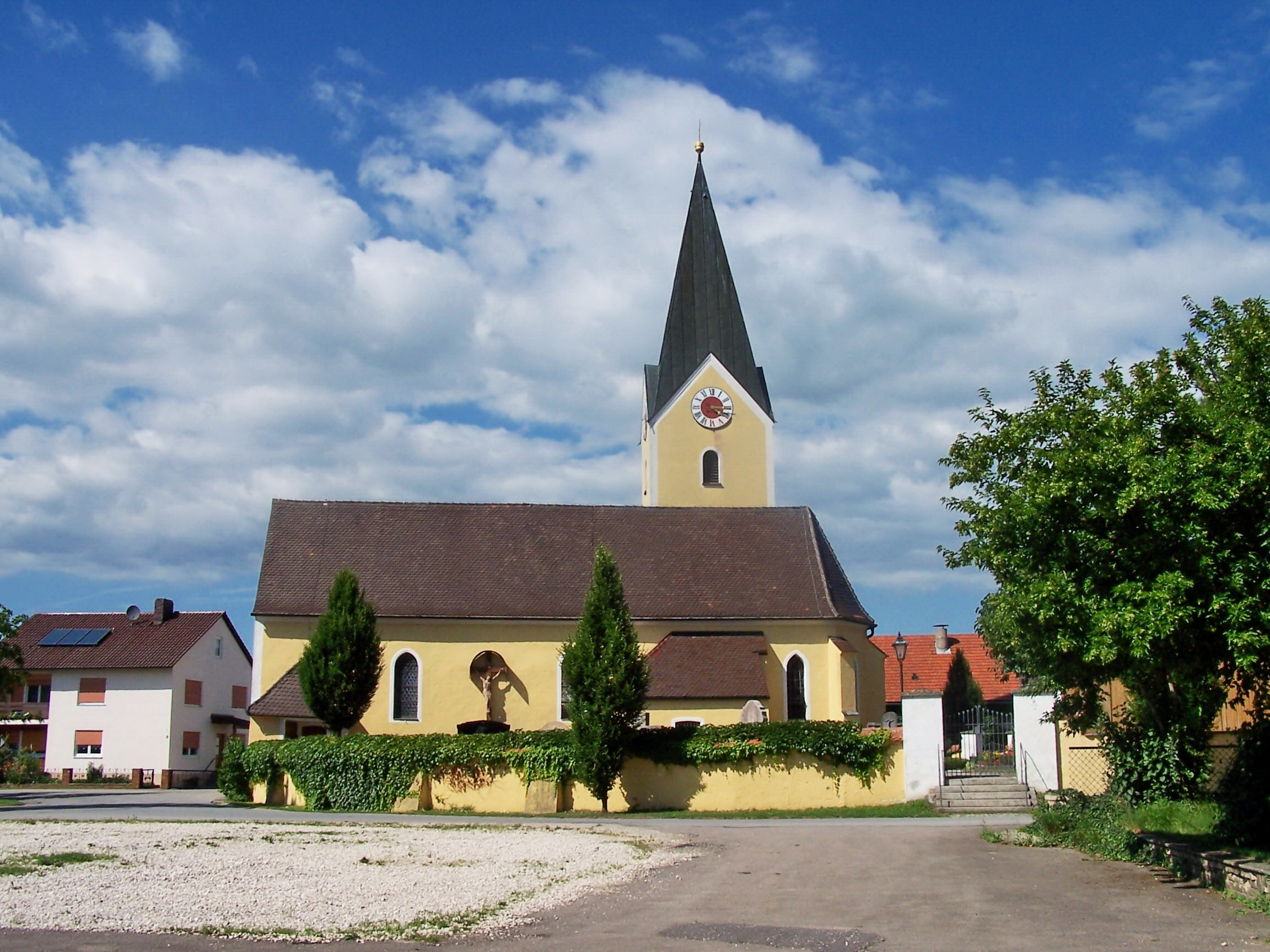
St. Markus (Dengling)

Die römisch-katholische, denkmalgeschützte Benefiziumskirche St. Markus, auch als Kirche unserer lieben Frau bezeichnet, steht im Kirchdorf Dengling, einem Gemeindeteil der Gemeinde Mötzing im Landkreis Regensburg der Oberpfalz. Sie gehört zum Bistum Regensburg. Das Bauwerk ist unter der Denkmalnummer D-3-75-171-4 als Baudenkmal in die Bayerische Denkmalliste eingetragen.

## Beschreibung
Die Saalkirche stammt im Kern aus dem 15. Jahrhundert. Sie besteht aus einem romanischen Langhaus, das im 18. Jahrhundert nach Westen verlängert und mit einem neuen Satteldach bedeckt wurde, einem mit Strebepfeilern gestützten Chor mit Fünfachtelschluss, dem mit einem spitzen Helm bedeckten Chorflankenturm an dessen Nordwand, dessen oberstes Geschoss den Glockenstuhl und im Giebel darüber die Turmuhr beherbergt, und der Sakristei an dessen Südwand. Der Innenraum des Chors ist mit einem Sterngewölbe oberhalb von Konsolen überspannt. Die Deckenmalereien im Langhaus stammen aus der 2. Hälfte des 18. Jahrhunderts. Sie zeigen Gottvater mit dem Agnus Dei, eine Unbefleckte Empfängnis und den heiligen Franz Xaver. Die Glasmalereien im Chor wurden 1891 eingebaut. In die Nordwand des Chors ist ein Sakramentshaus eingelassen, das mit einem Wimperg verziert ist. Zur Kirchenausstattung gehören ein neugotischer Hochaltar, frühklassizistische Seitenaltäre und die um 1800 gebaute Kanzel.